# Чутура, Далибор
Далибор Чутура (серб. Далибор Чутура / Dalibor Čutura; род. 14 июня 1975, Сомбор) — сербский гандболист, центральный защитник; тренер.

## Карьера

### Клубная
Воспитанник школы нишского клуба «Железничар» (ранее «Наиссус»). Выступал за свою карьеру в клубах «Веспрем», «Ловчен», «Аррате», «Адемар», «Констанци» и «Доброгея». После окончания карьеры игрока — тренер.

### В сборной
В составе сборной Сербии участник Олимпийских игр 2012 года и серебряный призёр чемпионата Европы 2012 года.